# Hypnodendron flagelliferum
Hypnodendron flagelliferum là một loài Rêu trong họ Hypnodendraceae. Loài này được Broth. & Watts mô tả khoa học đầu tiên năm 1915.